# 比安卡·皮涅罗
比安卡·皮涅罗（Bianca Pinheiro，1987年9月21日—），生于巴西里约热内卢，她毕业于UTFPR的平面艺术专业，是一位著名的漫画作者，并在 Grupo Educacional Opet 攻读漫画研究生课程。她于2012年开始发表漫画作品。
比安卡·皮涅罗的代表作之一是儿童漫画系列《熊》（Bear），该作品在巴西和法国均有出版，书中讲述了一个迷路的女孩与熊成为朋友的故事。除了漫画创作，她还为儿童书籍绘制插图，其中包括卢西奥·路易斯（英語：Lucio Luiz）所著的《Palavras, Palabras》。
比安卡·皮涅罗因其卓越的创作多次获得巴西最重要的漫画奖项——HQ Mix奖 （页面存档备份，存于）。“最佳青年出版物”奖项表彰了她在漫画领域的杰出贡献和成就。